# Broholmer
En broholmer er en hunderace af typen mastiff. Racen er opkaldt efter herregården Broholm i Gudme.

## Oprindelse og alder
Broholmerens aner går tilbage til Frederik d. II.'s og Christian d. IV.'s tid. Det berettes, at kongen under et besøg hos Jakob d. I i England blev begejstret for de store engelske mastiffhunde, som nedstammer fra romertidens Molosser. Kong Jakob sendte nogle eksemplarer til hoffet i Danmark, og ved avl med andre store hunderacer opstod en hund, som man har kaldt Den gamle danske hund.

## Udseende, anatomi og fysik
Det er en stor, rektangulær og kraftigt bygget hund meget lig mastiff med rolige og kraftfulde bevægelser.
Indtrykket domineres af den kraftige forpart: Stort og bredt hoved, svær hals med løst halsskind og et bredt, dybt bryst. Når hunden er i ro, bæres hovedet ludende og halen føres sabelformet hængende. Under bevægelse bæres halen i højde med ryglinjen. Når hunden er opmærksom eller opildnet, bæres hovedet højere og halen løftes til over vandret.[kilde mangler]
- Hanhund af racen Broholmer
- Otto Bache, En broholmerhund ser på en eghjort, 1871, Nivaagaards Malerisamling.
- Broholmeren "Frøy" forspændt vogn til det historiske dyrskue på Gl. Estrup, 2007
- Profil af en Broholmer

## Væremåde
Hunden er rolig, godmodig, omgængelig og dog vagtsom. Den optræder med stor selvsikkerhed og er familievenlig. 